# Michele and Donald D’Amour Museum of Fine Arts

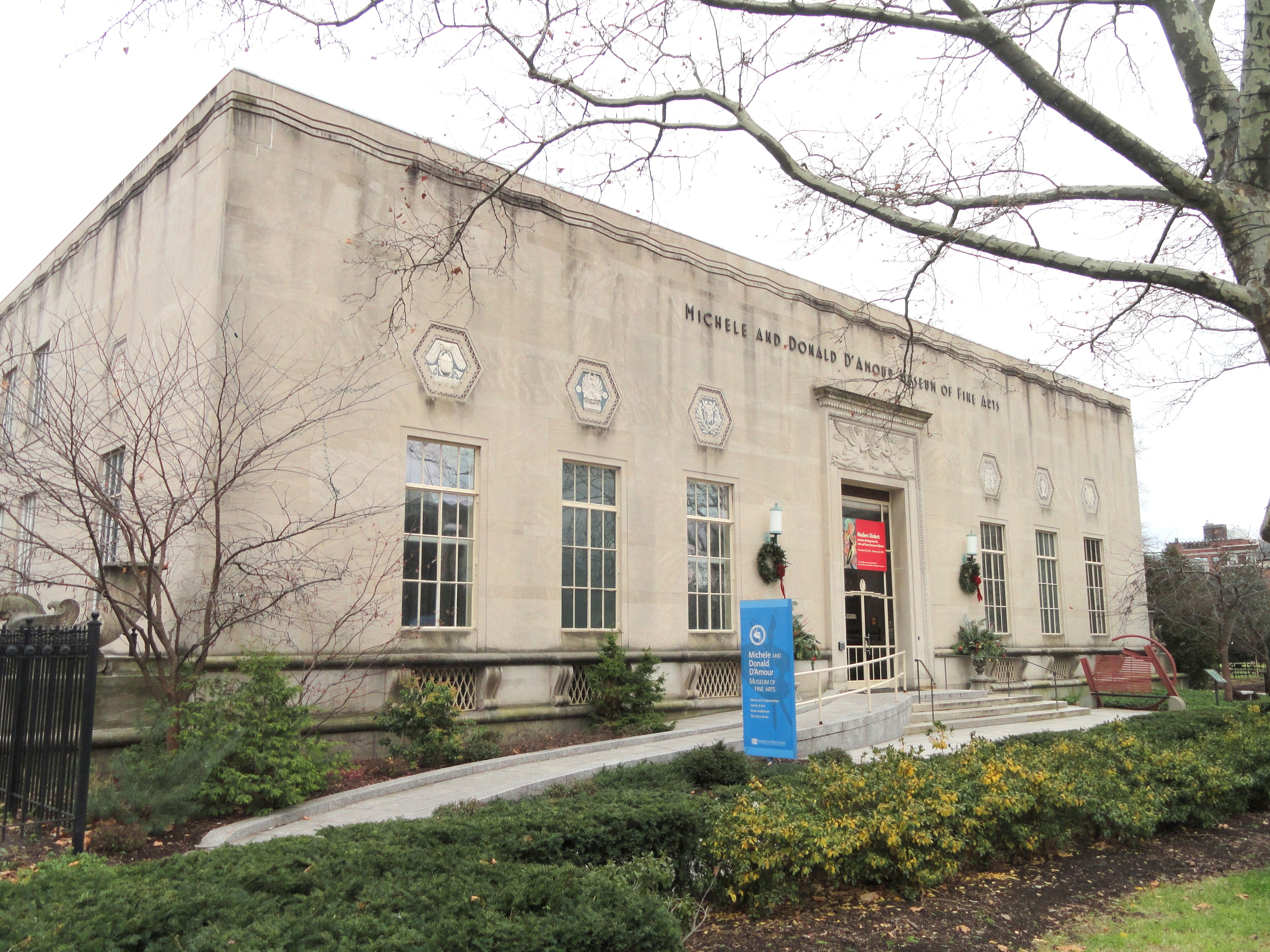
Michele and Donald D’Amour Museum of Fine Arts, Springfield, Massachusetts

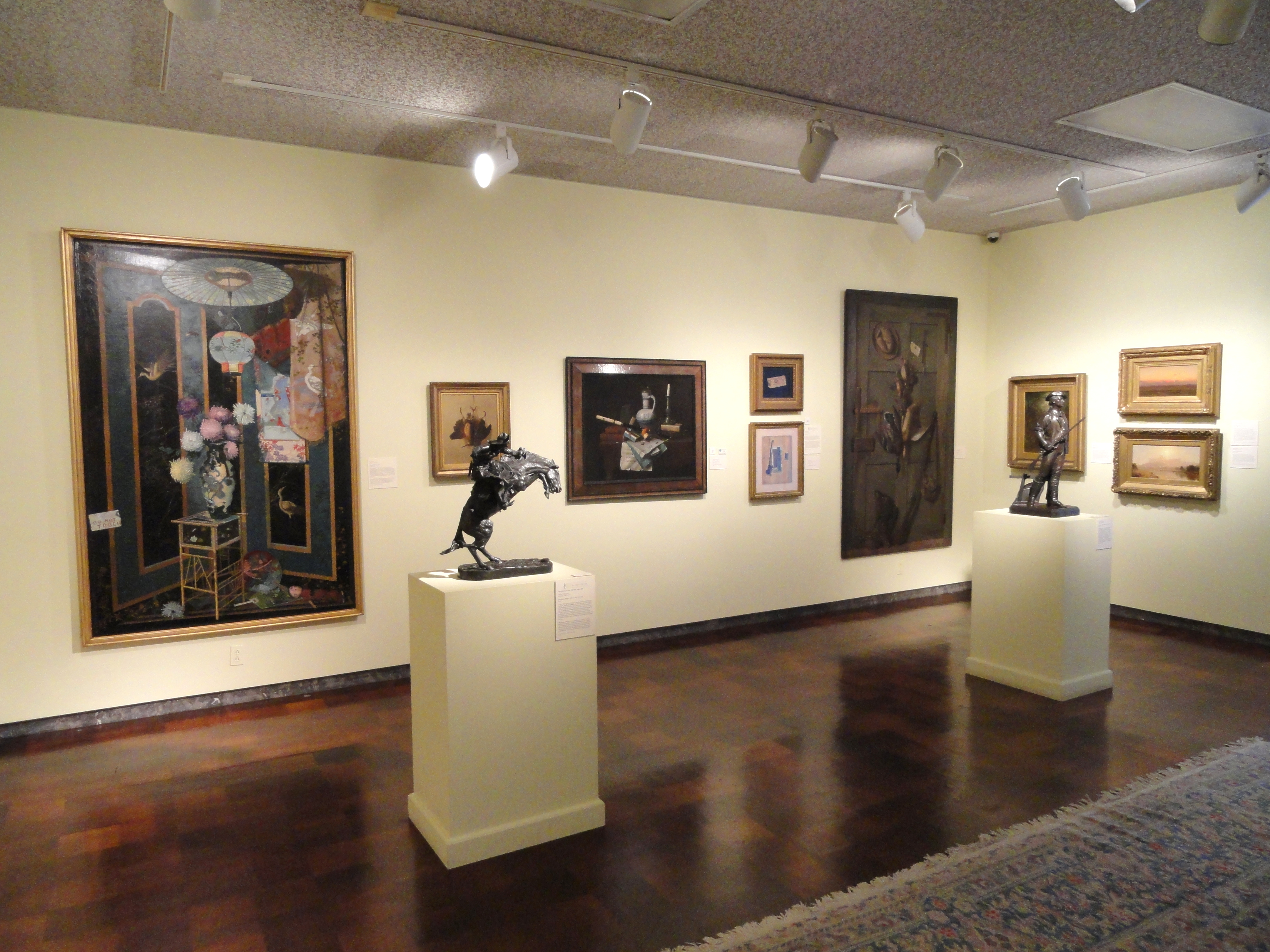
Amerikanische Kunst im Michele and Donald D’Amour Museum of Fine Arts

Das Michele and Donald D’Amour Museum of Fine Arts ist ein Kunstmuseum in Springfield, Massachusetts, USA. Das 1933 gegründete Museum befindet sich in einem Art-déco-Gebäude und beherbergt eine umfangreiche Sammlung amerikanischer und europäischer Gemälde, Druckgrafiken, Aquarelle und Skulpturen sowie eine große Sammlung japanischer Drucke und repräsentative Beispiele von musealen Möbeln, Metallarbeiten, Textilien, Glas und Keramik. Das Museum beherbergt eine umfangreiche Sammlung europäischer (französischer, niederländischer und italienischer) Kunst sowie die Sammlung Currier and Ives (1834–1907), eine der größten Lithografie-Sammlungen des Landes.

## Geschichte

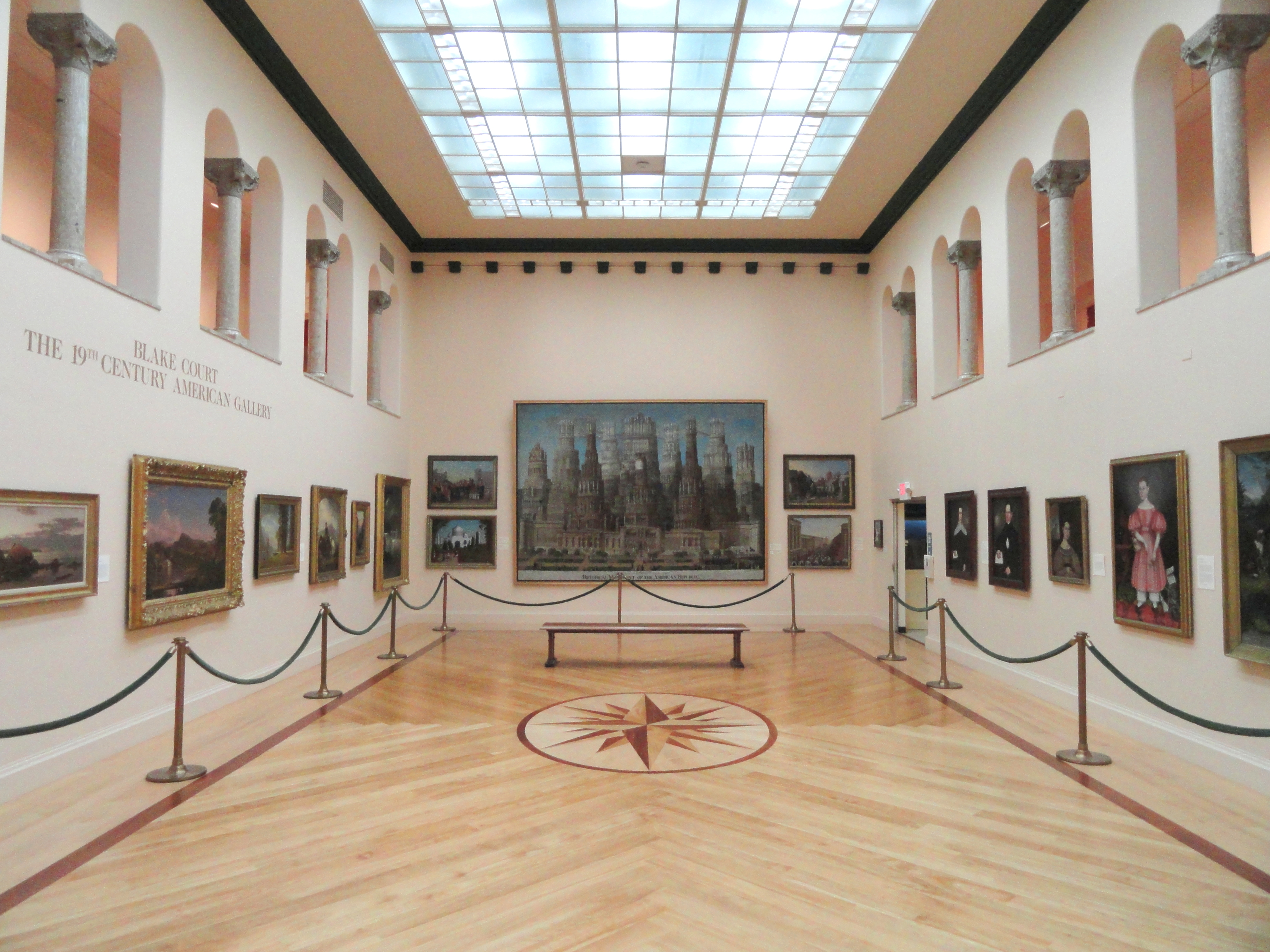
Saal mit dem Gemälde The Historical Monument of the American Republic von Erastus Salisbury Field (entstanden zwischen 1867 und 1888)

Die ursprüngliche Sammlung wurde wesentlich durch eine Stiftung von James Philip Gray ermöglicht. Im Jahr 2005 wurde das Museum nach Michele und Donald D’Amour benannt, langjährigen Unterstützern der Institution und bedeutenden Mäzenen der Region. Das Museum ist Teil der Quadrangle, einem Museumsviertel im Zentrum von Springfield. Es wird vom Springfield Museums-Konsortium betrieben, das auch das George Walter Vincent Smith Art Museum, das Springfield Science Museum, das Lyman and Merrie Wood Museum of Springfield History sowie das Amazing World of Dr. Seuss Museum verwaltet. Das Art-déco-Gebäude mit Stahlkonstruktion wurde von dem New Yorker Architekturbüro Tilton and Githens entworfen. Das Kunstmuseum wurde im Oktober 1933 eröffnet und liegt gegenüber dem Springfield Science Museum. Beide Gebäude wurden als Einheit entworfen.

## Sammlung

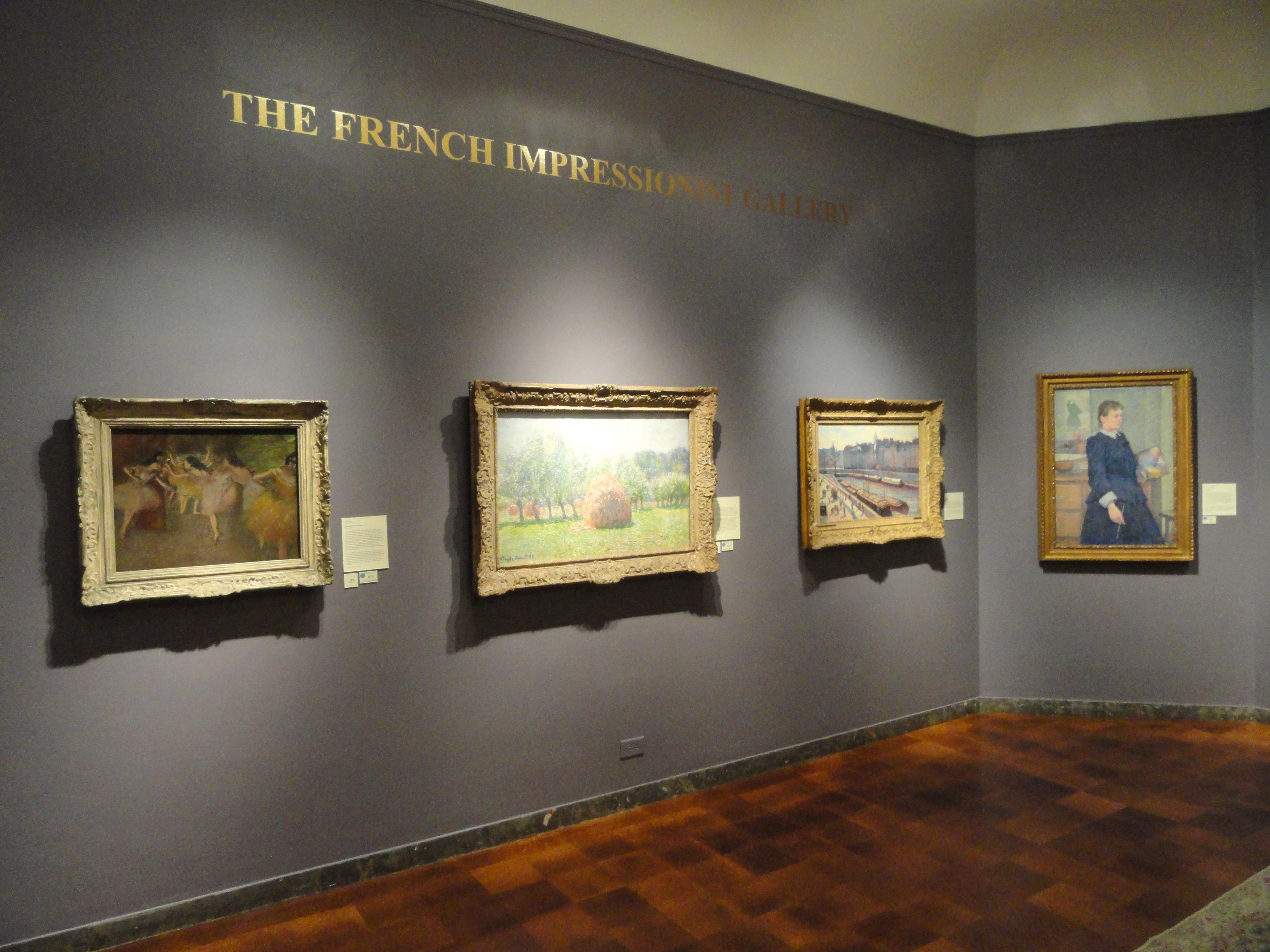
The French Impressionist Gallery. Gemälde von Edgar Degas, Claude Monet, Maximilian Luce, Theo van Rysselberghe

Die Sammlung des D’Amour Museum of Fine Arts umfasst mehr als 20.000 Werke. Zu den Schwerpunkten zählen amerikanische und europäische Gemälde, Druckgrafiken und Skulpturen vom 17. bis zum 21. Jahrhundert. Besonders hervorzuheben ist die Sammlung von Druckgrafiken und Zeichnungen, darunter Werke von Albrecht Dürer, Rembrandt, Toulouse-Lautrec und Pablo Picasso. Ebenso besitzt das Museum bedeutende amerikanische Kunstwerke, unter anderem von John Singleton Copley, Winslow Homer und Georgia O’Keeffe.
Die Sammlungen sind in fünf Ausstellungsbereiche (Galerien) unterteilt:

### Amerikanische Kunst im Blake Court
Im Blake Court, einer großen Galerie mit Säulengang im zweiten Stock des Museum of Fine Arts, befindet sich mit The Historical Monument of the American Republic von Erastus Salisbury Field eines der berühmtesten Werke der amerikanischen Kunst. An diesem großen Gemälde (ca. 9 × 13 Fuß bzw. 274,32 × 396,2 cm), das die frühe Geschichte der Vereinigten Staaten anhand einer Reihe von architektonischen Türmen darstellt, arbeitete Erastus Salisbury Field mehr als 20 Jahre lang, von 1867 bis 1888. Weitere Werke von Field sowie andere amerikanische Gemälde des 19. Jahrhunderts sind ebenfalls in dieser Galerie zu sehen, darunter Gemälde von Künstlern der Hudson River School wie Frederic Edwin Church, Albert Bierstadt und Alfred Thompson Bricher sowie Stillleben von Künstlern wie Severin Roesen und Jonas Joseph LaValley aus Springfield, Massachusetts.

### Niederländische und flämische Altmeister-Galerie
Die Sammlung holländischer und flämischer Malerei des 16. und 17. Jahrhunderts zählt zu den besten ihrer Art in Nordamerika. Historisch gesehen ist die Sammlung die Geschichte zweier Städte, Antwerpen und Amsterdam, und veranschaulicht die Verbindung zwischen Handel und Kunst. Zu den niederländischen Gemälden gehören ein bemerkenswertes Selbstporträt von Ferdinand Bol, Rembrandts wichtigstem Schüler, sowie ein frühes Panorama von Jacob van Ruisdael, dem bedeutendsten niederländischen Landschaftsmaler. Die Sammlung umfasst zudem Werke von Samuel van Hoogstraten, Jacob Jordaens und Willem van de Velde.

### Janee Armstrong Friedmann Gallery
Die Janee-Armstrong-Friedmann-Galerie ist eine der schönsten Galerien des Musée d'Amour. Sie zeigt französische Kunst aus dem 18. Jahrhundert. In der Galerie sind Künstler wie François Boucher und Jean-Baptiste Le Prince vertreten. Jean-Siméon Chardins Werk „Erfrischungen“ aus dem Jahr 1764 ist von der holländischen Stilllebenmalerei inspiriert. Porträts wie das von Jacques Dumont (1733) zeigen die Persönlichkeit des Paares.

### Carol und Noel Leary Gallery
Die Galerie der französischen Impressionisten zeigt Meisterwerke von Künstlern, die zwischen 1870 und 1900 in Frankreich tätig waren. Das Herzstück der Galerie, Claudes Monets Getreideschober, wird ergänzt durch Edgar Degas’ Ballettprobe, Paul Gauguins Seelandschaft in der Bretagne, Auguste Renoirs Bildnis der Gabrielle in Rot sowie zwei Gemälde von Camille Pissarro: Fabrik bei Pontoise und Bildnis von Eugène Murer. Auch der Neoimpressionismus oder Pointillismus ist in der Galerie vertreten, unter anderem mit Gemälden von Maximilien Luce, wie La Seine und Kai von Camaret-Finistère, sowie mit einem Porträt von Anna Boch des belgischen Malers Theo van Rysselberghe.

### Galerie für Französische Kunst des 19. Jahrhunderts
In der Galerie sind wichtige akademische Künstler sowie solche, die neue Malstile erfunden haben, vertreten. Zweihundert Jahre lang dominierten die Académie, die École des Beaux-Arts und der Salon de Paris die französische Kunsttradition. In den 1860er- und 1870er-Jahren stellten die späteren Impressionisten die traditionellen Malmethoden infrage, da ihnen der akademische Ansatz zu formelhaft und künstlich erschien. Mit ihrer lockeren, offenen Pinselführung, ihrer Farbpalette und ihren innovativen Themen betonten sie die Freiheit vom akademischen Stil. In der Französischen Galerie des 19. Jahrhunderts im D'Amour-Museum sind sowohl wichtige Vertreter des akademischen Stils, wie Jean-Auguste-Dominique Ingres, William-Adolphe Bouguereau und Jean-Léon Gérôme, als auch Künstler, die sich mit neuen Malstilen befassten, wie Eugène Delacroix, Jean-Baptiste-Camille Corot, Gustave Courbet, Théodore Géricault und Jean-François Millet, ausgestellt.